# 22291 Heitifer
22291 Heitifer (1989 CH5) là một tiểu hành tinh vành đai chính được phát hiện ngày 2 tháng 2 năm 1989 bởi F. Borngen ở Tautenburg.